# Leyland Hodgson
Leyland Hodgson (* 5. Oktober 1892 in London; † 16. März 1949 in Hollywood, Kalifornien) war ein britischer Schauspieler.

## Leben
Im Alter von sechs Jahren stand Leyland Hodgson erstmals auf der Bühne. Von 1915 bis 1919 trat Hodgson in den britischen Provinzen im Orient mit der Bandmann Opera Company auf, von 1920 bis 1929 war er Theaterschauspieler in Australien und hatte seine eigene Schauspieltruppe. 1930 siedelte er nach Hollywood um. Dort verkörperte er in insgesamt rund 175 Filmen meist kleine, namenlose Rollen. Teilweise sind diese Filme bis heute äußerst bekannt, zum Beispiel Alfred Hitchcocks Thriller Rebecca, Michael Curtiz’ Abenteuerfilm Robin Hood, König der Vagabunden oder auch Charlie Chaplins Hitler-Satire Der große Diktator (1940). Er trat als Nebendarsteller mehrmals in den Sherlock-Holmes-Filmen an der Seite von Basil Rathbone auf. Meist verkörperte der großgewachsene, dunkelhaarige Darsteller Bedienstete aller Art, etwa Offiziere, Reporter, Butler oder Chauffeurs.
Leyland Hodgson starb im Alter von 56 Jahren in Hollywood.

## Filmografie
- 1930: Sergeant Grischa (The Case of Sergeant Grischa)
- 1931: High Stakes
- 1931: House of Mystery
- 1932: Ladies of the Jury
- 1932: The Man from Yesterday
- 1932: Feuerkopf (Red-headed Woman)
- 1932: Once in a Lifetime
- 1932: Under-Cover Man
- 1932: Die Mumie (The Mummy)
- 1933: The Eagle and the Hawk
- 1933: Peg o’ My Heart
- 1933: Captured!
- 1933: The Solitaire Man
- 1933: College Coach
- 1934: The Human Side
- 1934: Der bunte Schleier (The Painted Veil)
- 1935: One in a Million
- 1935: A Feather in Her Hat
- 1936: The Girl from Mandalay
- 1936: The King Steps Out
- 1936: Trouble for Two
- 1936: The Gorgeous Hussy
- 1936: The Girl on the Front Page
- 1936: Geliebter Rebell (Beloved Enemy)
- 1937: When You’re in Love
- 1937: Swing High, Swing Low
- 1937: Der Mann mit dem Kuckuck (Personal Property)
- 1937: Call It a Day
- 1937: Der Prinz und der Bettelknabe (The Prince and the Pauper)
- 1937: Parnell
- 1937: Ein Tag beim Rennen (A Day at the Races)
- 1937: Super-Sleuth
- 1937: London by Night
- 1937: Confession
- 1937: 100 Männer und ein Mädchen (One Hundred Men and a Girl)
- 1937: The Great Garrick
- 1937: The Adventurous Blonde
- 1938: Der Freibeuter von Louisiana (The Bucaneer)
- 1938: Man-Proof
- 1938: Love Is a Headache
- 1938: Romance Road
- 1938: Mad About Music
- 1938: Madame haben geläutet? (Fools for Scandal)
- 1938: Over the Wall
- 1938: Die Abenteuer des Robin Hood (The Adventures of Robin Hood)
- 1938: Entführt (Kidnapped)
- 1938: Men Are Such Fools
- 1938: Cowboy from Brooklyn
- 1938: Secrets of an Actress
- 1938: Mr. Moto und der Kronleuchter (Mysterious Mr. Moto)
- 1938: Up the River
- 1938: Swing, Sister, Swing
- 1939: Mr. Moto und die Flotte (Mr. Moto‘s Last Warning)
- 1939: Zum Verbrecher verurteilt (They made me a Criminal)
- 1939: Ehrlich währt am längsten (You can‘t cheat an honest Man)
- 1939: Ruhelose Liebe (Love Affair)
- 1939: The Adventures of Jane Arden
- 1939: Society Lawyer
- 1939: The Story of Vernon and Irene Castle
- 1939: Opfer einer großen Liebe (Dark Victory)
- 1939: Fräulein Winnetou (Susannah of the Mounties)
- 1939: Vier Töchter räumen auf (Daughters Courageous)
- 1939: Der Mann mit der eisernen Maske (Man in he Iron Mask)
- 1939: Second Fiddle
- 1939: Mr. Moto und sein Lockvogel (Mr. Moto Takes a Vacation)
- 1939: Die Abenteuer des Sherlock Holmes (The Adventures of Sherlock Holmes)
- 1939: Nacht über Indien (The Rains Came)
- 1939: The Witness Vanishes
- 1939: Pride of the Blue Grass
- 1939: Zauberer der Liebe (Eternally Yours)
- 1939: Pack Up Your Troubles
- 1939: Black River (Allegheny Uprising)
- 1939: Raffles
- 1939: We Are Not Alone
- 1940: Der Unsichtbare kehrt zurück (The invisible Man Returns)
- 1940: He Married His Wife
- 1940: British Intelligence
- 1940: Rebecca
- 1940: Buck Benny Rides Again
- 1940: I Was an Adventuress
- 1940: Lillian Russell
- 1940: Der Herr der sieben Meere (The Sea Hawk)
- 1940: Das Glück in der Glaskugel (All this and Heaven to)
- 1940: The Man I Married
- 1940: Mystery Sea Raider
- 1940: Überfall auf die Olive Branch (Captain Caution)
- 1940: The Howards of Virginia
- 1940: Der große Diktator (The Great Dictator)
- 1940: Arise, My Love
- 1940: South of Suez
- 1940: Die Stunde der Vergeltung (The Son of Monte Christo)
- 1940: Charlie Chan: Mord über New York (Murder Over New York)
- 1941: The Case of the Black Parrot
- 1941: Ride, Kelly, Ride
- 1941: Gefährliche Liebe (Rage in Heaven)
- 1941: Adventures of Captain Marvel (Serial)
- 1941: Scotland Yard
- 1941: Singapore Woman
- 1941: Allotria in Florida
- 1941: Fluchtweg unbekannt (They met in Bombay)
- 1941: International Squadron
- 1941: The Kid from Kansas
- 1941: A Yank in the R.A.F.
- 1941: International Lady
- 1941: Der Wolfsmensch (The Wolf Man)
- 1941: Road Agent
- 1941: Abrechnung in Shanghai (The Shanghai Gesture)
- 1942: Sein oder Nichtsein
- 1942: Frankenstein kehrt wieder (The Ghost of Frankenstein)
- 1942: Secret Agent of Japan
- 1942: Geliebte Spionin (My Favorite Blonde)
- 1942: The Strange Case of Doctor Rx
- 1942: This Above All
- 1942: Escape from Hong Kong
- 1942: Danger in the Pacific
- 1942: Just Off Broadway
- 1942: Die Stimme des Terrors (Sherlock Holmes and the Voice of Terror)
- 1942: Journey for Margaret
- 1942: Die Geheimwaffe (Sherlock Holmes and the Secret Weapon)
- 1943: Happy Go Lucky
- 1943: Assignment in Brittany
- 1943: Verhängnisvolle Reise (Sherlock Holmes in Washington)
- 1943: Two Tickets to London
- 1943: Appointment in Berlin
- 1943: The Man from Down Under
- 1943: Holy Matrimony
- 1943: Sahara
- 1943: Adventures of the Flying Cadets
- 1943: Das zweite Gesicht (Flesh and Fantasy)
- 1943: Around the World
- 1943: The Gang’s All Here
- 1944: Der unheimliche Gast (The Uninvited)
- 1944: Follow the Boys
- 1944: Der Unsichtbare nimmt Rache (The Invisible Man‘s Revenge)
- 1944: Die Perle der Borgia (The Pearl of Death)
- 1944: Der Pirat und die Dame
- 1944: None But the Lonely Heart (Frenhman‘s Creek)
- 1944: Enter Arsene Lupin
- 1944: Die Leibköche seiner Majestät (Nothing but Trouble)
- 1944: Kleines Mädchen, großes Herz (National Velvet)
- 1945: The Man in Half Moon Street
- 1945: Hangover Square
- 1945: Son of Lassie
- 1945: Molly and Me
- 1945: The Frozen Ghost
- 1945: Strange Confession
- 1945: Eine Lady mit Vergangenheit (Kitty)
- 1945: Johnny Angel
- 1945: Jagd im Nebel (Confidential Agent)
- 1945: Mein Name ist Julia Ross (My Name is Julia Ross)
- 1946: Drei Fremde (Three Strangers)
- 1946: Juwelenraub (Terror by Night)
- 1946: Mutterherz (To Each His Own)
- 1946: Bedlam
- 1946: Rendezvous 24
- 1946: Jagd auf Spieldosen (Dressed to Kill)
- 1946: Under Nevada Skies
- 1946: Black Beauty
- 1946: Geheimnis des Herzens (The Secret Heart)
- 1947: Die zwei Mrs. Carrolls (The Two Mrs. Carrolls)
- 1947: Kalkutta (Calcutta)
- 1947: The Imperfect Lady
- 1947: Repeat Performance
- 1947: Singapur (Singapore)
- 1947: Thunder in the Valley
- 1947: Die Unbesiegten (Unconquered)
- 1947: Amber, die große Kurtisane (Forever Amber)
- 1948: Qualen der Liebe (A Woman‘s Vengeance)
- 1948: Schwarze Pfeile (The Black Arrow)
- 1948: The Challenge
- 1948: Bis zur letzten Stunde (Kiss the Blood Off My Hands)
- 1948: Johanna von Orleans (Joan of Arc)
- 1949: My Own True Love
- 1949: Das Schicksal der Irene Forsyte (That Forsyte Woman)